# Margaret Booth
Margaret Booth (Los Angeles, 14 gennaio 1898 – Los Angeles, 28 ottobre 2002) è stata una montatrice statunitense.

## Biografia
Margaret Booth inizia la propria carriera cinematografica all'inizio degli anni venti come assistente montatrice per David Wark Griffith. Lavora poi per Louis B. Mayer e lo segue quando questi fonda nel 1924 la Metro-Goldwyn-Mayer.
Nel 1936 viene candidata all'Oscar al miglior montaggio per La tragedia del Bounty e l'anno successivo diventa Editor-In-Chief della MGM, assumendo un ruolo di  supervisione che mantiene per trent'anni.
Nel 1978 viene premiata con un Oscar onorario «per il suo eccezionale contributo all'arte del montaggio nell'industria cinematografica». Nello stesso periodo, a ottant'anni già superati, si cimenta anche in alcune produzioni.

## Riconoscimenti
- Premi Oscar
  - 1936: candidata all'Oscar al miglior montaggio
  - 1978: vincitrice dell'Oscar alla carriera

## Filmografia

### Montaggio
- Le due orfanelle (Orphans of the Storm), regia di David Wark Griffith (1921) (cutter)
- The Wanters, regia di John M. Stahl (1923)
- Why Men Leave Home, regia di John M. Stahl (1924)
- Husbands and Lovers, regia di John M. Stahl (1924)
- Fine Clothes, regia di John M. Stahl (1925)
- La vedova allegra (The Merry Widow), regia di Erich von Stroheim (1925) (non accreditata)
- Ragione per cui (Memory Lane), regia di John M. Stahl (1926)
- The Gay Deceiver, regia di John M. Stahl (1926)
- Lovers?, regia di John M. Stahl (1927)
- In Old Kentucky, regia di John M. Stahl (1927)
- The Enemy, regia di Fred Niblo (1927)
- Bringing Up Father, regia di Jack Conway (1928)
- Voce del mondo (Telling the World), regia di Sam Wood (1928)
- La donna misteriosa (The Mysterious Lady), regia di Fred Niblo (1928)
- Le nostre sorelle di danza (Our Dancing Daughters), regia di Harry Beaumont (1928) (non accreditata)
- L'avventuriera (A Lady of Chance), regia di Robert Z. Leonard (1928)
- Il ponte di San Luis Rey (The Bridge of San Luis Rey), regia di Charles Brabin (1929)
- Wise Girls, regia di E. Mason Hopper (1929)
- Redenzione (Redemption), regia di Fred Niblo e, non accreditato, Lionel Barrymore (1930)
- Strictly Unconventional, regia di David Burton (1930)
- Il canto del bandito (The Rogue Song), regia di Lionel Barrymore (1930)
- The Lady of Scandal, regia di Sidney Franklin (1930)
- Jenny Lind (A Lady's Morals), regia di Sidney Franklin (1930)
- Passione cosacca (New Moon), regia di Jack Conway (1930)
- Amor gitano (The Rogue Song), regia di Lionel Barrymore, Hal Roach (1930)
- The Prodigal, regia di Harry A. Pollard (1931)
- It's a Wise Child, regia di Robert Z. Leonard (1931)
- Five and Ten, regia di Robert Z. Leonard (1931)
- Cortigiana (Susan Lenox - Her Fall and Rise), regia di Robert Z. Leonard (1931)
- La rumba dell'amore (The Cuban Love Song), regia di W. S. Van Dyke (1931)
- Lovers Courageous, regia di Robert Z. Leonard (1932)
- Catene (Smilin' Through), regia di Sidney Franklin (1932)
- Vendetta gialla (The Son-Daughter), regia di Clarence Brown e, non accreditato, Robert Z. Leonard (1932)
- Strano interludio (Strange Interlude), regia di Robert Z. Leonard (1932)
- La suora bianca (The White Sister), regia di Victor Fleming (1933)
- Peg del mio cuore (Peg o' My Heart), regia di Robert Z. Leonard (1933)
- Temporale all'alba (Storm at Daybreak), regia di Richard Boleslawski (1933)
- Argento vivo (Bombshell), regia di Victor Fleming (1933)
- La danza di Venere (Dancing Lady), regia di Robert Z. Leonard (1933)
- Quando una donna ama (Riptide), regia di Edmund Goulding (1934)
- La famiglia Barrett (The Barretts of Wimpole Street), regia di Sidney Franklin (1934)
- Tentazione bionda (Reckless), regia di Victor Fleming (1935)
- La tragedia del Bounty (Mutiny on the Bounty), regia di Frank Lloyd (1935)
- Giulietta e Romeo (Romeo and Juliet), regia di George Cukor (1936)
- Margherita Gauthier (Camille), regia di George Cukor (1936)
- Ben-Hur, regia di William Wyler (1959) (non accreditata)

### Supervisione al montaggio
- Un americano a Oxford (A Yank at Oxford), regia di Jack Conway (1938)
- Il mago di Oz (The Wizard of Oz), regia di Victor Fleming (1939) (non accreditata)
- La prova del fuoco (The Red Badge of Courage), regia di John Huston (1951) (non accreditata)
- Il cacciatore del Missouri (Across the Wide Missouri), regia di William A. Wellman (1951) (non accreditata)
- Gigi, regia di Vincente Minnelli (1958) (non accreditata)
- Il gufo e la gattina (The Owl and the Pussycat), regia di Herbert Ross (1970)
- Città amara - Fat City (Fat City), regia di John Huston (1972)
- Come eravamo (The Way We Were), regia di Sydney Pollack (1973)
- I ragazzi irresistibili (The Sunshine Boys), regia di Herbert Ross (1975)
- Invito a cena con delitto (Murder by Death), regia di Robert Moore (1976)
- Goodbye amore mio! (The Goodbye Girl), regia di Herbert Ross (1977)
- California Suite, regia di Herbert Ross (1978)
- Capitolo secondo (Chapter Two), regia di Robert Moore (1979)
- Bastano tre per fare una coppia (Seems Like Old Times), regia di Jay Sandrich (1980)
- Annie, regia di John Huston (1982)

### Produzione
- A proposito di omicidi... (The Cheap Detective), regia di Robert Moore (1978)
- Capitolo secondo (Chapter Two), regia di Robert Moore (1979)
- Bastano tre per fare una coppia (Seems Like Old Times), regia di Jay Sandrich (1980)
- Giocattolo a ore (The Toy), regia di Richard Donner (1982)
- La moglie del campione (The Slugger's Wife), regia di Hal Ashby (1985)